# Пик, Эндрю
Эндрю Пик (англ. Andrew Peeke; род. 17 марта 1998, Паркленд) — американский хоккеист, защитник клуба «Бостон Брюинз» и сборной США по хоккею. Чемпион мира 2025 года.

## Карьера

### Клубная
На драфте НХЛ 2016 года был выбран во 2-м раунде под общим 34-м номером клубом «Коламбус Блю Джекетс». Он продолжил свою карьеру в команде «Нотр-Дам Файтинг Айриш», в которой он в 2018 году стал капитаном.
1 апреля 2019 года подписал с «Коламбусом» трёхлетний контракт новичка. Дебютировал в НХЛ 5 декабря 2019 года в матче с «Нью-Йорк Рейнджерс», который «Блю Джекетс» проиграли со счётом 3:2.
9 августа 2021 года продлил контракт с командой на два года.
29 сентября 2022 года подписал с командой новый трёхлетний контракт на общую сумму 8,25 млн долларов.
8 марта 2024 года был обменян в «Бостон Брюинз» на Якуба Зборжила и право выбора на драфте НХЛ 2027 года.

### Международная
В составе молодёжной сборной на МЧМ-2018 стал обладателем бронзовых медалей.
Играл за сборной США на ЧМ-2022, на котором американцы заняли четвёртое место; на турнире отметился шестью результативными передачами.
В 2025 году Пик был вызван и играл за основную сборную США на Чемпионате мира 2025, на котором сборная США выиграла золото.